# Ogdensburg
Ogdensburg är en stad i den amerikanska delstaten New Yorks nordöstra del, intill den amerikansk-kanadensiska gränsen.

## Historik
Den första europeiska bosättningen var en fransk missionskoloni vid namn Mission-de-La-Présentation som uppfördes av prästen Abbé Picquet 1749 som en del av Nya Frankrike. Efter att det brittiska imperiet segrat i det fransk-indianska kriget så föll bosättningen i britternas händer och bytte ortens namn till Fort Oswegatchie. Britterna ansåg att bosättningen låg i Québec men efter amerikanska frihetskriget hamnade Fort Oswegatchie i amerikanska ägor och blev en del av delstaten New York. 1796 kom de första bosättarna under amerikansk flagg och bytte namnet till Ogdensburgh efter en tidigare markägare, Samuel Ogden. 1817 blev den klassificerad som en köping och man beslutade om att ta bort bokstaven "h" i namnet. Den 27 april 1868 blev Ogdensburg officiellt en stad.

## Yta och befolkningsstorlek
Staden breder sig ut över 21,1 kvadratkilometer (km2) stor yta och hade en folkmängd på 11 128 personer vid den nationella folkräkningen 2010.